# Il mostro cieco
Il mostro cieco è un romanzo scritto da Ranpo Edogawa; pubblicato nel 1932 e distribuito nel mercato italiano da Marcos y Marcos nel 1994.

## Trama
L'opera racconta la storia di un assassino cieco che seduce, uccide e seziona i corpi di una serie di donne così da poter creare il corpo di donna perfetto.

## Edizioni
- Ranpo Edogawa, Il mostro cieco, collana Le Foglie, Marcos y Marcos, 1994,  p. 160, ISBN 88-7168-108-8.